# Women's Rugby Super Series 2019
El Women's Rugby Super Series del 2019 fue un torneo femenino de rugby que se celebró en el Elite Athlete Training Center de Chula Vista, Estados Unidos.

## Equipos participantes
- Selección femenina de rugby de Francia (Les Bleues)
- Selección femenina de rugby de Canadá (Canucks)
- Selección femenina de rugby de Estados Unidos (Eagles)
- Selección femenina de rugby de Inglaterra (Red Roses)
- Selección femenina de rugby de Nueva Zelanda (Black Ferns)

## Posiciones
| Pos. | Equipo         | Encuentros | Encuentros | Encuentros | Encuentros | Tantos  | Tantos    | Tantos     | Puntos Bonus | Puntos Totales |
| Pos. | Equipo         | jugados    | ganados    | empatados  | perdidos   | a favor | en contra | diferencia | Puntos Bonus | Puntos Totales |
| ---- | -------------- | ---------- | ---------- | ---------- | ---------- | ------- | --------- | ---------- | ------------ | -------------- |
| 1    | Nueva Zelanda  | 4          | 3          | 0          | 1          | 112     | 58        | + 54       | 2            | 14             |
| 2    | Inglaterra     | 4          | 3          | 0          | 1          | 90      | 68        | + 22       | 1            | 13             |
| 3    | Francia        | 4          | 2          | 0          | 2          | 115     | 86        | + 29       | 2            | 10             |
| 4    | Canadá         | 4          | 1          | 0          | 3          | 91      | 93        | - 2        | 3            | 7              |
| 5    | Estados Unidos | 4          | 1          | 0          | 3          | 39      | 142       | - 103      | 0            | 4              |

Nota: Se otorgan 4 puntos al equipo que gane un partido y 2 al que empate
Puntos Bonus: 1 punto por convertir 4 tries o más en un partido y 1 al equipo que pierda por no más de 7 tantos de diferencia

## Resultados

### Primera fecha
| 28 de junio | Inglaterra | 38 - 5  | Estados Unidos | Elite Athlete Training Center, Chula Vista |  |
|             |            | Reporte |                |                                            |  |

| 28 de junio | Canadá | 20 - 35 | Nueva Zelanda | Elite Athlete Training Center, Chula Vista |  |
|             |        | Reporte |               |                                            |  |

### Segunda fecha
| 2 de julio | Francia | 19 - 36 | Canadá | Elite Athlete Training Center, Chula Vista |  |
|            |         | Reporte |        |                                            |  |

| 2 de julio | Nueva Zelanda | 33 - 0  | Estados Unidos | Elite Athlete Training Center, Chula Vista |  |
|            |               | Reporte |                |                                            |  |

### Tercera fecha
| 6 de julio | Francia | 25 - 16 | Nueva Zelanda | Elite Athlete Training Center, Chula Vista |  |
|            |         | Reporte |               |                                            |  |

| 6 de julio | Canadá | 17 - 19 | Inglaterra | Elite Athlete Training Center, Chula Vista |  |
|            |        | Reporte |            |                                            |  |

### Cuarta fecha
| 10 de julio | Inglaterra | 20 - 18 | Francia | Elite Athlete Training Center, Chula Vista |  |
|             |            | Reporte |         |                                            |  |

| 10 de julio | Canadá | 18 - 20 | Estados Unidos | Elite Athlete Training Center, Chula Vista |  |
|             |        | Reporte |                |                                            |  |

### Quinta fecha
| 14 de julio | Francia | 53 - 14 | Estados Unidos | Elite Athlete Training Center, Chula Vista |  |
|             |         | Reporte |                |                                            |  |

| 14 de julio | Nueva Zelanda | 28 - 13 | Inglaterra | Elite Athlete Training Center, Chula Vista |  |
|             |               | Reporte |            |                                            |  |

| Bandera de Nueva Zelanda |
| Campeón Nueva Zelanda    |